# Alcek

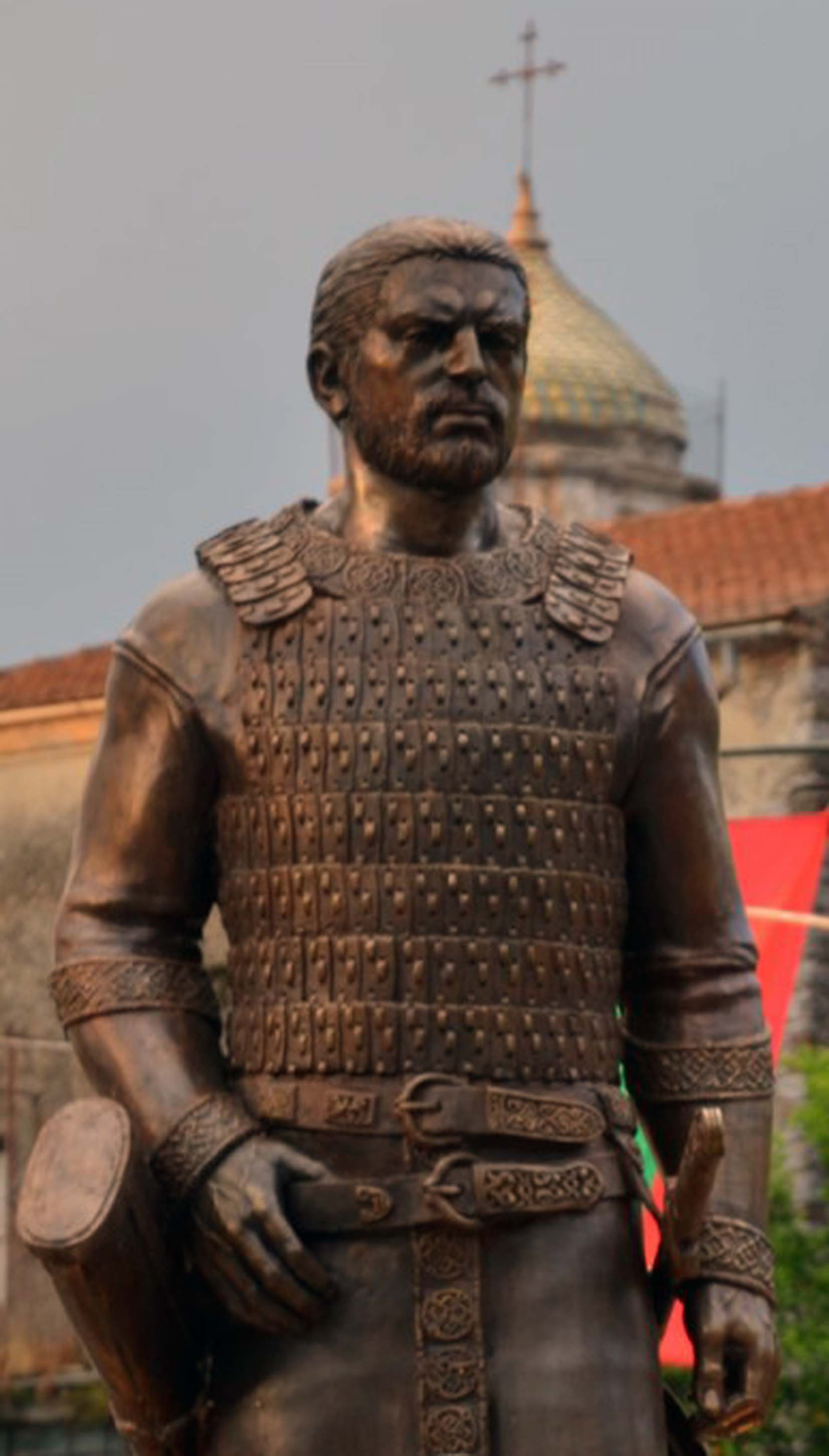
Monument ridicat în cinstea conducătorului bulgar Alcek în Celle di Bulgheria.

Alcek  (de asemenea, Altsek, Altzek sau Alzec, în limba bulgară: Altsikurs) (secolul al VII-lea) a fost conducătorul unei hoarde de bulgari, stabilită în unele localități din Italia centrală, precum Gallo Matese, Sepino, Boiano și Isernia.
În anul 631, a izbucnit un război între un conducător al avarilor și conducătorul bulgar Alcek. Înfrânt în cele din urmă, Alcek s-a refugiat în Bavaria, unde a cerut regelui francilor, Dagobert I, o bucată de pământ în care să se stabilească. Regele a acceptat într-o primă fază acordarea de pământ noilor veniți, însă în timpul unei nopți armata francă i-a măcelărit pe bulgari. Dintre cei 9.000 de bulgari, doar 700 au supraviețuit măcelului și au căutat refugiu în Italia, unde regele Grimoald I al longobarzilor le-a acordat permisiunea de a se stabili în regiunea Ravennei. Până la urmă, ei au fost trimiși în sud, în Ducatul de Benevento, unde lui Alcek i s-a acordat dreptul de a-și conduce așezările sub titlul italian de gastald.
Morminte având caracteristicile unor nomazi ai stepei, databile în a doua jumătate a secolului al VIII-lea atestă prezența bulgarilor în regiunile Molise și Campania. În vremea cronicarului Paul Diaconul, acesta menționează că descendenții acestor bulgari vorbeau și în limba lor, alături de limba latină.